# گری آلن
فردریک گری آلن (به انگلیسی: Frederick Gary Allen) (زاده ۲ اوت ۱۹۳۶- درگذشته ۲۹ نوامبر ۱۹۸۶) روزنامه‌نگار محافظه کار، نظریه‌پرداز تئوری توطئهو محقق مسائل جامعه شناختی و سیاسی بود.

## جوانی
در زمان دانشجویی، آلن در رشته تاریخ در دانشگاه استنفورد مشغول به تحصیل شد و همچنین در دانشگاه ایالتی کالیفرنیا، لانگ بیچ درس خوانده‌است. او یکی از اعضای اصلی انجمن جان بیرچ و سخنگوی آن انجمن بود. او متن سخنرانی‌های جرج والاس و فرماندار آلاباما در جریان مبارزات انتخاباتی را می‌نوشت. آلن همچنین مشاور محافظه کار میلیونر تگزاسی نلسون بانکر هانت بود. آلن پدر چهار فرزند بود، مایک آلن یکی از فرزندان او نیز روزنامه‌نگار سیاسی است. آلن در سال ۱۹۸۶ در کالیفرنیا در سن پنجاه سالگی به دلیل بیماری کبد درگذشت.

## نوشته‌ها
در سال ۱۹۷۲ آلن به همراه لری آبراهام کتابی با نام «کسی جرات ندارد آن را توطئه بنامد» با مقدمه جان اشمیتز (عضو کنگره آمریکا) به چاپ رساند که بیش از پنج میلیون نسخه از این کتاب در زمان انتخابات ریاست جمهوری آمریکا به فروش رفت. جان اشمیتز در مقدمه این کتاب نوشته «داستانی که در شرف خواندن آن هستید واقعی است». آلن در این کتاب عنوان می‌کند که سیستم اقتصادی و سیاسی در بیشتر کشورهای پیشرفته نتیجه توطئه‌ای فراگیر توسط گروهی قدرتمند است که در آغاز سده بیستم تشکیل شده‌است. بنابراین نظریه، این یک فرایند چهار مرحله است
- وضع مالیات بر درآمد برای اخاذی از مردم عادی
- تأسیس بانک مرگزی، نام این بانک برای فریب مردم به این باور که این بانک بخشی از دولت است انتخاب شده‌است
- این بانک مسئول بدهی ملی است
- این بانک با افزایش بدهی ملی، و سود ناشی از آن جنگ جهانی اول را به وجود آورد.

آلن شواهدی مبنی بر تلاش برای برقراری نظم نوین جهانی در کتاب‌های خود ارائه کرد، که این عبارت از نظر او توسط گروهی سری برای از بین بردن دولت‌ها ملی به کار برده می‌شود.